# 산 젠나로의 작전
산 젠나로의 작전(Operazione San Gennaro, The Treasure of San Gennaro)은 독일(구 서독)에서 제작된 디노 리시 감독의 1966년 코미디, 범죄 영화이다. 니노 만프레디 등이 주연으로 출연하였다.

## 출연

### 주연
- 니노 만프레디
- 센타 버거
- 해리 가르디노
- 클라우디안 아우거

### 조연
- 마리오 아도프
- 프랭크 울프